# Mervyn LeRoy
Pour les articles homonymes, voir Leroy.
Mervyn LeRoy est un réalisateur, producteur, acteur et scénariste américain né le 15 octobre 1900 à San Francisco et mort le 13 septembre 1987 à Beverly Hills (Los Angeles). Dans sa jeunesse, il tient des rôles dans des comédies de vaudeville et dans le cinéma muet.
Au cours des années 1930, il est l'un des deux grands praticiens d'une réalisation cinématographique économique et efficace de la Warner Bros., l'autre étant son collègue Michael Curtiz. Ses films les plus acclamés au cours de sa période chez Warner comprennent Le Petit César (1931), Je suis un évadé (1932), Chercheuses d'or de 1933 (1933) et La ville gronde (1937),.
Il quitte la Warner pour la Metro-Goldwyn-Mayer en 1939 où il sert à la fois de réalisateur et de producteur. Son film le plus remarquable en tant que producteur est peut-être le classique de 1939 Le Magicien d'Oz.

## Biographie

### Enfance
Mervyn LeRoy naît en 1900 à San Francisco dans une famille juive. Le tremblement de terre de 1906 détruit l'entreprise d'import-export de son père. Celui-ci meurt en 1910, lorsqu'il n'a que dix ans. Il quitte alors l'école pour vendre des journaux en face de la salle de spectacle l'Alcazar, puis y est engagé comme acteur de music-hall.

### Carrière

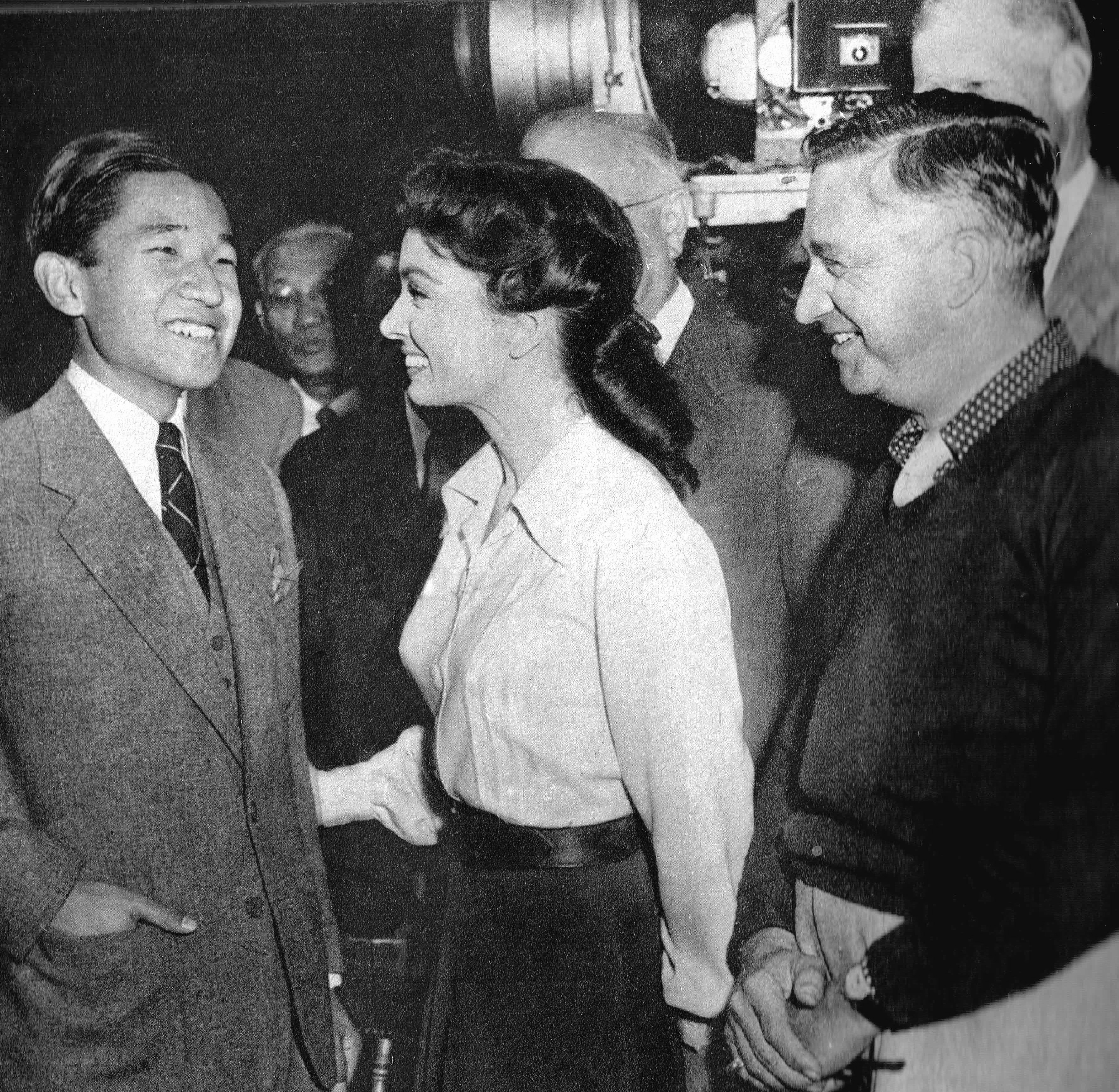
Mervyn LeRoy (à droite) et le prince impérial japonais Akihito en 1953.

En 1919, Mervyn LeRoy tente sa chance à Hollywood où il trouve du travail dans le département des costumes de la Famous Players-Lasky (Paramount). Puis il joue de petits rôles muets et écrit des gags. Cecil B. DeMille, pour lequel il a joué dans Les Dix Commandements, lui donne envie de passer à la réalisation. Son premier film est, en 1927, No Place to Go, un film chantant qui coûte peu et rapporte beaucoup. En 1931, il lance Edward G. Robinson dans deux films à succès, Five Star Final, critique du journalisme tabloïd et de la corruption de la presse, et Le Petit César, (Film de gangsters), réalisé pour la Warner Bros.. C'est ensuite Je suis un évadé (dénonciation du système pénitentiaire américain), un de ses meilleurs films. Il découvre également Clark Gable, Loretta Young, Robert Mitchum et Lana Turner. En 1938, il passe chez MGM et produit notamment Le Magicien d'Oz. En 1951, il s'essaie au péplum avec Quo vadis. Huit de ses films sont nommés aux Oscars.

### Vie privée
Mervyn LeRoy se marie trois fois. La première fois avec Elizabeth Edna Murphy, de 1927 à 1933. Puis il a une idylle avec Ginger Rogers avec qui il garde des rapports d'amitié. La deuxième fois, de 1934 à 1942, avec Doris Warner, fille de Harry Warner fondateur de la Warner Bros., dont il a un fils, Warner LeRoy, et une fille, Linda LeRoy Janklow (mariée à Morton L. Janklow). Et la troisième fois, de 1946 à sa mort en 1987, à Kathryn « Kitty » Priest Rand.

### Décès
Après avoir été alité pendant six mois, LeRoy est décédé de problèmes cardiaques compliqués par la maladie d'Alzheimer à Beverly Hills, en Californie, le 13 septembre 1987, à l'âge de 86 ans. Il a été enterré au cimetière Forest Lawn Memorial Park à Glendale, en Californie. Sa dernière épouse est morte en 1996.

## Filmographie

### Comme réalisateur
- 1927 : No Place to Go
- 1928 : Flying Romeos
- 1928 : Harold Teen
- 1928 : Oh Kay!
- 1928 : La Petite Dame du vestiaire (Naughty Baby)
- 1929 : Hot Stuff
- 1929 : Papillons de nuit (Broadway Babies)
- 1929 : Little Johnny Jones
- 1930 : Playing Around
- 1930 : Showgirl in Hollywood
- 1930 : Numbered Men
- 1930 : Top Speed
- 1931 : Le Petit César (Little Caesar)
- 1931 : Gentleman's Fate
- 1931 : Too Young to Marry
- 1931 : Broadminded
- 1931 : Five Star Final
- 1931 : Local Boy Makes Good (en)
- 1931 : Cette nuit ou jamais (Tonight or Never)
- 1932 : High Pressure
- 1932 : The Heart of New York
- 1932 : Deux Secondes (Two Seconds)
- 1932 : Big City Blues
- 1932 : Une allumette pour trois (Three on a Match)
- 1932 : Je suis un évadé (I Am a Fugitive from a Chain Gang)
- 1933 : L'affaire se complique (Hard to Handle)
- 1933 : Elmer, the Great
- 1933 : Chercheuses d'or de 1933 (Gold diggers of 1933)
- 1933 : Tugboat Annie
- 1933 : The World Changes
- 1934 : On a tué ! (Hi, Nellie!)
- 1934 : Heat Lightning (en)
- 1934 : Rayon d'amour (Happiness Ahead)
- 1934 : Un soir en scène (Sweet Adeline)
- 1935 : Oil for the Lamps of China
- 1935 : Reine de beauté (Page Miss Glory)
- 1935 : La Femme traquée (I Found Stella Parish)
- 1936 : Anthony Adverse
- 1936 : Three Men on a Horse
- 1937 : Le Roi et la Figurante (The King and the Chorus Girl)
- 1937 : La ville gronde (They Won't Forget)
- 1938 : La Peur du scandale (Fools for Scandal)
- 1939 : Le Magicien d'Oz (The Wizard of Oz) (non mentionné au générique)
- 1940 : La Valse dans l'ombre (Waterloo Bridge)
- 1940 : Escape
- 1941 : Les Oubliés (Blossoms In the Dust)
- 1941 : Associés sans honneur (Unholy Partners)
- 1942 : Johnny, roi des gangsters (Johnny Eager)
- 1942 : Prisonniers du passé (Random Harvest)
- 1943 : You, John Jones
- 1943 : Madame Curie
- 1944 : Trente Secondes sur Tokyo (Thirty Seconds Over Tokyo) de Mervyn LeRoy
- 1945 : The House I Live In
- 1946 : Sans réserve (Without Reservations)
- 1947 : La Femme de l'autre (Desire Me)
- 1948 : Le Retour (Homecoming)
- 1949 : Les Quatre Filles du docteur March (Little Women)
- 1949 : Faites vos jeux (Any Number Can Play)
- 1949 : Ville haute, ville basse (East Side, West Side)
- 1951 : Quo Vadis
- 1952 : Les Rois de la couture (Lovely to Look at)
- 1952 : La Première Sirène (Million Dollar Mermaid)
- 1953 : Lune de miel au Brésil (Latin Lovers)
- 1954 : Rose-Marie
- 1955 : Une étrangère dans la ville (Strange Lady in Town)
- 1955 : Permission jusqu'à l'aube (Mister Roberts)
- 1956 : La Mauvaise Graine (The Bad Seed)
- 1956 : Je reviens de l'enfer (Toward the Unknown)
- 1958 : Deux Farfelus au régiment (No Time for Sergeants)
- 1958 : Retour avant la nuit (Home Before Dark)
- 1959 : La police fédérale enquête (The FBI Story)
- 1960 : L'Île des Sans-soucis (Wake Me When It's Over)
- 1961 : Le Diable à 4 heures (The Devil at 4 O'Clock)
- 1961 : Le Gentleman en kimono (A Majority of One)
- 1962 : Gypsy, Vénus de Broadway (Gypsy)
- 1963 : Mary, Mary
- 1965 : Choc (Moment to Moment)
- 1968 : Les Bérets verts (The Green Berets) (non mentionné au générique)

### Comme producteur
- 1936 : Three Men on a Horse
- 1937 : Le Roi et la Figurante (The King and the Chorus Girl)
- 1937 : La ville gronde (They won't forget)
- 1937 : Monsieur Dodd prend l'air (Mr. Dodd Takes the Air)
- 1937 : Le Grand Garrick (The Great Garrick)
- 1938 : La Peur du scandale (Fools for Scandal)
- 1938 : Coup de théâtre (Dramatic school)
- 1939 : Trafic d'hommes (Stand up and fight)
- 1939 : Le Magicien d'Oz (The Wizard of Oz)
- 1939 : Un jour au cirque (At the Circus)
- 1940 : La Valse dans l'ombre (Waterloo Bridge)
- 1940 : Escape
- 1941 : Les Oubliés (Blossoms In the Dust)
- 1941 : Unholy Partners
- 1942 : Johnny, roi des gangsters (Johnny Eager)
- 1945 : The House I Live In
- 1949 : Les Quatre Filles du docteur March (Little Women)
- 1954 : Rose-Marie
- 1955 : Une étrangère dans la ville (Strange Lady in Town)
- 1956 : La Mauvaise Graine (The Bad Seed)
- 1956 : Je reviens de l'enfer (Toward the Unknown)
- 1958 : Deux farfelus au régiment (No Time for Sergeants)
- 1958 : Retour avant la nuit (Home Before Dark)
- 1959 : La police fédérale enquête (The FBI Story)
- 1960 : L'Île des Sans-soucis (Wake Me When It's Over)
- 1961 : Le Diable à 4 heures (The Devil at 4 O'Clock)
- 1961 : Le Gentleman en kimono (A Majority of One)
- 1962 : Gypsy, Vénus de Broadway (Gypsy)
- 1963 : Mary, Mary
- 1965 : Choc (Moment to Moment)

### Comme acteur
- 1922 : La Fin des fantômes (The Ghost Breaker) de Alfred E. Green : l'un des fantômes
- 1923 : Little Johnny Jones : George Nelson, jockey
- 1923 : Le Roi de l'air (Going Up) de Lloyd Ingraham : le garçon d'étage
- 1923 : L'Appel de la vallée (The Call of the Canyon) de Victor Fleming : Jack Rawlins
- 1924 : Broadway After Dark : Carl Fisher
- 1924 : The Chorus Lady : Duke (le jockey)
- 1946 : Sans réserve (Without Reservations) : caméo

### Comme scénariste
- 1926 : Si tu vois ma nièce (Ella Cinders) de Alfred E. Green
- 1927 : Orchids and Ermine d'Alfred Santell